# バレーボールドイツ女子代表

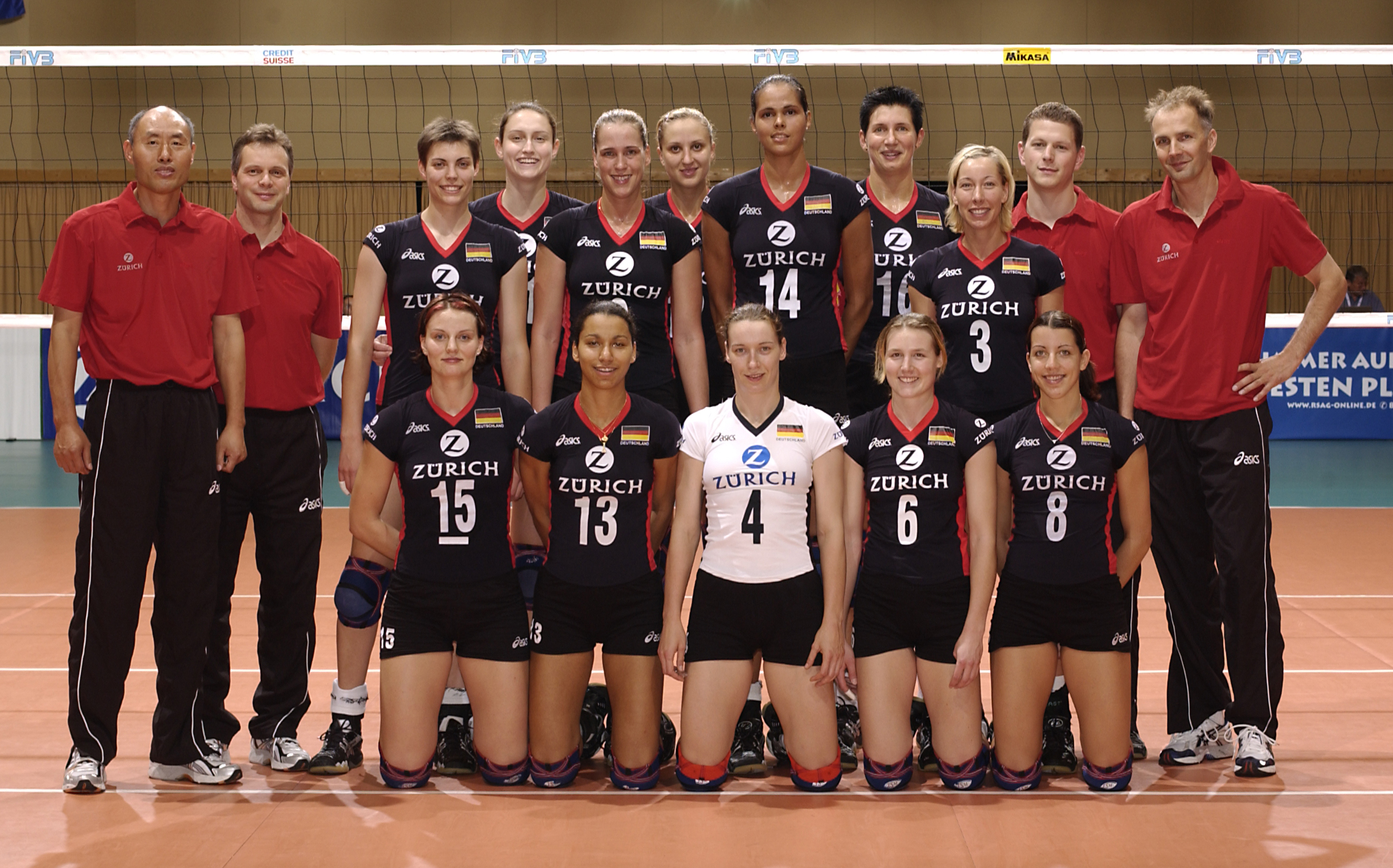
アテネ五輪ドイツ女子代表

バレーボールドイツ女子代表（バレーボールドイツ じょしだいひょう）は、バレーボールの国際大会で編成されるドイツの女子バレーボールナショナルチームである。
1990年のドイツ再統一の際に西ドイツが東ドイツを編入した経緯があるため、西ドイツ代表の記録が現ドイツ代表の記録に引き継がれている。東ドイツ代表は現在のドイツ代表および西ドイツ代表とは別のものとして扱うのが一般的である。
なお、東ドイツ代表に関してはバレーボール東ドイツ女子代表の項目を参照されたい。

## 歴史
西ドイツ時代の1957年、国際バレーボール連盟へ加盟。
1972年ミュンヘンオリンピック、1984年ロサンゼルスオリンピックに出場し、世界選手権に8回出場した。
1990年にドイツになってからは、1991年ワールドカップに初出場、1994年世界選手権で過去最高の5位入賞を果たし、欧州選手権は1991年と2003年に銅メダルを獲得した。
2002年のワールドグランプリで銅メダルを獲得、同年の世界選手権では地元開催となり、予選ラウンドで日本を下すなどしたが、最終的には10位だった。2003年末に行われたアテネ五輪ヨーロッパ大陸予選で優勝し、3大会連続で五輪出場権を獲得した。2004年のワールドグランプリで決勝ラウンドに進出し6位入賞を果たし、アテネ五輪は9位となった。
2008年北京オリンピックは欧州予選準決勝で敗退し、4大会ぶりに出場権を逃した。
ワールドグランプリ2009の予選ラウンドではアメリカを下し、さらに、ブラジルから2セットを奪った。一方、決勝ラウンドでも、初戦の日本と第5戦の中国を下して2勝3敗とし、本大会2002年以来7年ぶりに銅メダルを獲得した。2010年の世界選手権では予選ラウンドを4勝1敗で2位通過すると、目標だったベスト8入りを上回る7位入賞を果たした。
2011年ヨーロッパ選手権準決勝で前回覇者のイタリアをストレートで下し、初の決勝戦に進み惜しくも準優勝となったが、同年11月のワールドカップに20年ぶりの出場を果たした。同大会で優勝候補のアメリカや欧州覇者のセルビアに勝利するなど前半好調をみせ、最終順位は6位だった。
2012年5月のロンドン五輪ヨーロッパ大陸予選の準決勝でポーランドに敗戦し、最終予選出場が潰えたため2大会ぶりの五輪出場を逃した。同年ワールドグランプリでイタリア、日本、トルコに勝利したが7位で決勝ラウンド進出を逃した。
2013年9月に地元で開催されたヨーロッパ選手権で順調に勝ち進み、予選ではトルコをストレートで下し、準決勝では伏兵のベルギーに2セットダウンからの逆転で勝利した。ファイナルのロシアには敗れたが、2大会連続で銀メダルを獲得した。
2014年6月のモントルーバレーマスターズで初優勝を果たした。同年9-10月に行われた世界選手権では1次ラウンドを2勝3敗の4位で通過したが、2次ラウンド敗退の9位タイで大会を終えた。

## 過去の成績

### オリンピックの成績
| - 1964年 - 不出場 - 1968年 - 不出場 - 1972年 - 8位 - 1976年 - 不出場 - 1980年 - 不出場 - 1984年 - 6位 | - 1988年 - 不出場 - 1992年 - 最終予選敗退 - 1996年 - 8位 - 2000年 - 6位 - 2004年 - 9位 - 2008年 - 欧州予選敗退 | - 2012年 - 欧州予選敗退 - 2016年 - 欧州予選敗退 - 2020年 - 欧州予選敗退 |

### 世界選手権の成績
| - 1952年 - 不参加 - 1956年 - 16位 - 1960年 - 10位 - 1962年 - 13位 - 1967年 - 不出場 - 1970年 - 不出場 | - 1974年 - 19位 - 1978年 - 18位 - 1982年 - 14位 - 1986年 - 13位 - 1990年 - 13位 - 1994年 - 5位 | - 1998年 - 13位 - 2002年 - 10位 - 2006年 - 11位 - 2010年 - 7位 - 2014年 - 9位 - 2018年 - 11位 - 2022年 - 14位 |

### ワールドカップの成績
1973年から1989年まで不出場
- 1991年 - 9位
- 1995年 - 不出場
- 1999年 - 不出場
- 2003年 - 不出場
- 2007年 - 不出場
- 2011年 - 6位

### 欧州選手権の成績
| - 1958年 - 11位 - 1963年 - 11位 - 1967年 - 10位 - 1971年 - 10位 - 1975年 - 10位 - 1977年 - 8位 - 1979年 - 9位 - 1981年 - 10位 - 1983年 - 5位 - 1985年 - 6位 | - 1987年 - 9位 - 1989年 - 6位 - 1991年 - 3位 - 1993年 - 5位 - 1995年 - 4位 - 1997年 - 10位 - 1999年 - 4位 - 2001年 - 9位 - 2003年 - 3位 - 2005年 - 11位 | - 2007年 - 6位 - 2009年 - 4位 - 2011年 - 準優勝 - 2013年 - 準優勝 - 2015年 - 5位 - 2017年 - 8位 - 2019年 - 6位 - 2021年 - 11位 - 2023年 - 12位 |

## 現在の代表
2018年FIVBバレーボールネーションズリーグに登録されたメンバー。
| 監督 | フェリクス・コスロフスキ     | フェリクス・コスロフスキ | フェリクス・コスロフスキ | フェリクス・コスロフスキ    | フェリクス・コスロフスキ | フェリクス・コスロフスキ |
| No.  | 選手名                       | シャツネーム             | 身長                     | 所属                        | P                        | 備考                     |
| 1    | レンカ・ドウア               | Dürr                     | 171                      | CSM Targoviste              | L                        |                          |
| 2    | ピア・ケストナー             | Kästner                  | 182                      | Allianz MTV Stuttgart       | S                        |                          |
| 3    | デニーゼ・ハンケ             | Hanke                    | 179                      | シュヴェリーンSC            | S                        |                          |
| 4    | マーレン・フロム             | Fromm                    | 184                      | Canakkale Belediyespor      | WS                       | キャプテン               |
| 5    | ヤナ・ポル                   | Poll                     | 185                      | オリンピアコスCFP           | WS                       |                          |
| 6    | ジェニファー・ゲールティエス | Geerties                 | 184                      | シュヴェリーンSC            | WS                       |                          |
| 7    | ジェニファー・ペトケ         | Pettke                   | 187                      | Rote Raben Vilsbiburg       | MB                       |                          |
| 8    | キンバリー・ドレフニオク     | Drewniok                 | 188                      | VC Wiesbaden                | OP                       |                          |
| 10   | レーナ・シュティグロート     | Stigrot                  | 184                      | Rote Raben Vilsbiburg       | WS                       |                          |
| 11   | ルイーザ・リップマン         | Lippmann                 | 191                      | シュヴェリーンSC            | OP                       |                          |
| 12   | ハナ・オルトマン             | Orthmann                 | 188                      | ProVictoria Pallavolo Monza | WS                       |                          |
| 13   | マクダレーナ・グリカ         | Gryka                    | 178                      | KSZO Ostrowiec S.A.         | S                        |                          |
| 14   | マリー・シェルツェル         | Schölzel                 | 188                      | シュヴェリーンSC            | MB                       |                          |
| 15   | バーバラ・ベツォアケ         | Wezorke                  | 185                      | Rote Raben Vilsbiburg       | MB                       |                          |
| 16   | エリーザ・ローマン           | Lohmann                  | 174                      | シュヴェリーンSC            | WS                       |                          |
| 17   | アナ・ポガニー               | Pogany                   | 170                      | Smaesch Pfeffingen          | L                        |                          |
| 18   | レオニー・シュベルトマン     | Schwertmann              | 190                      | Rote Raben Vilsbiburg       | MB                       |                          |
| 20   | バネッサ・アグボアタピ       | Agbortabi                | 181                      | Rote Raben Vilsbiburg       | WS                       |                          |
| 21   | イバーナ・バニャク           | Vanjak                   | 190                      | USC Münster                 | WS                       |                          |
| 22   | リザ・グリュンディング       | Gründing                 | 186                      | SC Potsdam                  | MB                       |                          |
| 24   | デニース・イムドゥ           | Imoudu                   | 180                      | SC Potsdam                  | S                        |                          |

## 歴代代表選手
| - クリスティーナ・シュルツ - ターニャ・ハルト - アンゲリナ・グリューン - クリスティーナ・ベネッケ - ビルギト・トゥム - コルネリア・ドゥムラー - アティカ・バガー - クリスティアネ・フュルスト - マルガレーテ・コズーフ - カティ・ラツバイト - コリーナ・シュシュケ - ケールスティン・チューリヒ | - カティ・ラツバイト - ハイケ・バイアー - アンネ・マテス - カトレーン・ワイス - マーレン・フロム - レンカ・ドウア - マレーン・アピッツ - ティナ・ゴーラン - ザスキア・ヒッペ - レーナ・メラース - リザ・トムゼン - レギーナ・ブルヒアルト | - ヤナ・ポル - デニーゼ・ハンケ - ベリト・カウフフェルト - シュテファニー・カーク - ウィープケ・ジルゲ - ラウラ・ワイエンマイアー - リザ・イスキエルド - ルイザ・リップマン - マリー・シェルツェル - キンバリー・ドレフニオク - カミラ・バイツェル - リナ・アルスマイヤー |